# Novotroïtske
Novotroïtske (en ukrainien : Новотроїцьке, en russe : Новотроицкое, Novotroitskoïe) est une commune urbaine de l'est de l'Ukraine, dans l'oblast de Donetsk, dépendante du raïon de Volnovakha, et de la communauté territoriale d'Olhynka. Sa population s'élevait à 6637 habitants en 2019.

## Géographie
La commune se situe sur la rive sud de la rivière Soukha Volnovakha, qui appartient au bassin versant du fleuve côtier Kalmious, en aval de la commune urbaine d'Olhynka. Elle se trouve à 14 km au nord-est de la ville de Volnovakha, et à 36 km au sud-ouest de la ville de Donetsk.